# Marie Tharp
Marie Tharp (ur. 30 lipca 1920 w Ypsilanti, zm. 23 sierpnia 2006) – amerykańska geolożka i kartografka oceaniczna. W latach 50. XX wieku współpracowała z geologiem Bruce'em Heezenem nad stworzeniem pierwszej naukowej mapy dna Oceanu Atlantyckiego. Jej prace ujawniły bardziej szczegółową topografię i wielowymiarowy krajobraz geograficzny dna oceanicznego. Odkrycie przez Tharp Grzbietu Śródatlantyckiego spowodowało zmianę paradygmatu w naukach o Ziemi i doprowadziło do przyjęcia teorii tektoniki płyt i wędrówki kontynentów.

## Dzieciństwo i edukacja
Marie Tharp była jedyną córką Berthy Louise Tharp, nauczycielki języka niemieckiego i łaciny, oraz Williama Edgara Tharpa, geodety pracującego dla Departamentu Rolnictwa Stanów Zjednoczonych. Często towarzyszyła ojcu w pracach terenowych, co wprowadziło ją w świat kartografii. Nie zagłębiała się w temat, bo taka praca uważana była za właściwą dla mężczyzn.
Ze względu na charakter pracy Williama Tharpa rodzina często się przeprowadzała aż do jego przejścia na emeryturę w 1931. Marie uczęszczała do ponad 17 różnych szkół publicznych w Alabamie,  Iowie, Michigan i Indianie. Jej matka, która zmarła, gdy Marie miała 15 lat, była jej najbliższą przyjaciółką. Pełny rok szkolny spędzony we Florence w Alabamie miał na Marie szczególny wpływ. Uczęszczała na zajęcia, na których prezentowano aktualne osiągnięcia naukowe. W weekendy uczestniczyła w szkolnych wycieczkach terenowych, podczas których badano drzewa i skały.
Po przejściu ojca na emeryturę Marie Tharp przeniosła się na farmę w Bellefontaine, gdzie ukończyła lokalne liceum. W 1939 rozpoczęła studia na Uniwersytecie Ohio. Często zmieniała kierunek studiów. Ukończyła studia w 1943, uzyskując tytuł licencjata z anglistyki i muzyki oraz cztery specjalizacje. Potem uczęszczała na zajęcia z geologii naftowej na Uniwersytecie Michigan w Ann Arbor. W 1944 uzyskała tytuł magistra nauk przyrodniczych.
Tharp rozpoczęła pracę jako młodszy geolog w Stanolind Oil Company w Tulsa. Mimo tego, że w czasie i po II wojnie światowej więcej kobiet było rekrutowanych do zawodów, które zazwyczaj były zarezerwowane dla mężczyzn (ci byli na wojnie), Tharp doświadczyła dyskryminacji ze względu na płeć. Odkryła, że firma nie pozwala kobietom na pracę w terenie. Tharp mogła jedynie koordynować prace nad mapami i danymi potrzebnymi na wyjazdy terenowe kolegów. W czasie czteroletniej pracy w firmie Tharp podjęła studia na Wydziale Matematyki Uniwersytetu Tulsa. Uzyskała drugi dyplom licencjacki.

## Kariera
W 1948 Tharp Tharp przeprowadziła się do Nowego Jorku. Próbowała znaleźć pracę w Amerykańskim Muzeum Historii Naturalnej, potem na Uniwersytecie Columbia. Ostatecznie zatrudniła się jako projektantka u Maurice'a Ewinga, założyciela Obserwatorium Geologicznego Lamont (obecnie Obserwatorium Ziemi Lamont-Doherty). Była jedną z pierwszych kobiet pracujących w tym obserwatorium.
W obserwatorium poznała Bruce'a Heezena. Współpracowali przy wykorzystaniu danych fotograficznych do lokalizowania zestrzelonych w czasie II wojny światowej samolotów wojskowych. Ostatecznie Tharp pracowała wyłącznie dla Heezena, sporządzając mapy dna oceanicznego. Jednak ze względu na zimną wojnę rząd Stanów Zjednoczonych zabronił publikowania map dna morskiego w obawie, że radzieckie okręty podwodne mogą je wykorzystać.
Przez pierwsze 18 lat współpracy z Heezenem, kiedy ten zbierał dane batymetryczne na pokładzie badawczego statku Vema, Tharp sporządzała na ich bazie mapy. Kobiety były bowiem wykluczone z pracy na statkach. W 1968 Tharp dołączyła do wyprawy zbierającej dane na USNS Kane. Wykorzystywała dane zebrane przez Woods Hole Oceanographic Institution z badawczego statku Atlantis oraz dane sejsmograficzne z trzęsień ziemi na dnie oceanu. Jej praca z Heezenem była pierwszą systematyczną próbą zmapowania całego dna oceanicznego.
Już w połowie XIX wieku John Murray i Johan Hjort nakreślili przybliżony przebieg pasma gór podwodnych na Atlantyku. Marie Tharp odkryła także dolinę tektoniczną na Grzbiecie Śródatlantyckim, opierając się na nowych danych pomiarowych uzyskanych za pomocą echosondy. Po roku prób przekonała Bruce'a Heezena do swoich wniosków. Później mapowała inne grzbiety śródoceaniczne.

## Teoria wędrówki kontynentów
W 1952 Tharp zestawiła profile głębokościowe z Atlantis, zebrane w latach 1946–1952, oraz jeden profil z okrętu wojennego Stewart zebrany w 1921. Stworzyła około 6 profili biegnących z zachodu na wschód przez północny Atlantyk. Na ich podstawie analizowała batymetrię północnych sekcji Grzbietu Śródatlantyckiego. Tharp zidentyfikowała ułożoną w linię w kształcie litery V strukturę ciągnącą się wzdłuż osi grzbietu, wskazując, że może to być dolina tektoniczna powstała w wyniku rozciągania się powierzchni oceanicznej. Heezen początkowo nie był przekonany do tej teorii, ponieważ mogłaby wspierać teorię dryfu kontynentalnego, która wówczas była kontrowersyjna (wielu naukowców uważało, że wędrówka kontynentów jest niemożliwa). Hazeen popierał hipotezę rozszerzającej się Ziemi.
Wkrótce Heezen zatrudnił Howarda Fostera do mapowania epicentrów trzęsień ziemi na oceanach w ramach projektu związanego z dużymi prądami mętnymi a trzęsieniami ziemi na dnie morskim. Tworzenie mapy epicentrów trzęsień ziemi dostarczyło zestawu danych do analizy batymetrii Grzbietu Śródatlantyckiego. Kiedy mapa epicentrów trzęsień ziemi Fostera została nałożona na profil Grzbietu Śródatlantyckiego Tharp, stało się jasne, że położenie tych trzęsień ziemi pokrywa się z doliną tektoniczną odkrytą przez Tharp. Po połączeniu zestawów danych Tharp była przekonana, że w Grzbiecie Śródatlantyckim istnieje dolina tektoniczna. Dopiero wówczas Heezen zaakceptował jej hipotezę i zaczął popierać teorie tektoniki płyt i dryfu kontynentalnego.
Tharp i Heezen opublikowali swoją pierwszą fizjograficzną mapę Północnego Atlantyku w 1957. Nazwisko Tharp nie pojawiło się w żadnym z głównych artykułów na temat tektoniki płyt, które Heezen i inni opublikowali w latach 1959–1963. Tharp kontynuowała pracę z asystentami studenckimi, aby dalej mapować obszar centralnej doliny tektonicznej. Wykazała, że dolina ta rozciąga się wzdłuż Grzbietu Śródatlantyckiego aż do Południowego Atlantyku, i znalazła podobną strukturę doliny w Oceanie Indyjskim, Morzu Arabskim, Morzu Czerwonym i Zatoce Adeńskiej, sugerując obecność globalnej strefy riftowej oceanicznej. Następnie, we współpracy z austriackim malarzem krajobrazowym Heinrichem Berannem, Tharp i Heezen stworzyli mapę całego dna oceanicznego, którą National Geographic opublikował w 1977 pod tytułem The World Ocean Floor. Heezen wypromował i został doceniony za odkrycie. Wkład Tharp zauważano później.

## Życie prywatne
W 1948 wyszła za mąż za Davida Flanagana i przeniosła się z nim do Nowego Jorku. W 1952 małżeństwo zakończyło się rozwodem.

## Nagrody i wyróżnienia
- 1978 – Medal Hubbarda, National Geographic Society
- 1996 – Nagroda Outstanding Achievement Society of Woman Geographers
- 1999 – Nagroda Mary Sears Woman Pioneer in Oceanography, Woods Hole Oceanographic Institution
- 2001 – Nagroda Heritage Lamont-Doherty Earth Observatory[21]

## Dziedzictwo
W 1997 Tharp została uznana przez Bibliotekę Kongresu za jedną z czterech najwybitniejszych kartografów XX wieku. Na jej cześć stworzono stanowisko Marie Tharp Lamont Research Professor.